# Jesus und Josefine
Jesus und Josefine ist eine 24-teilige dänische Fernsehserie für die Weihnachtszeit aus dem Jahre 2003. 
In Deutschland lief sie zum ersten Mal vom 1. bis zum 24. Dezember 2004 täglich. 2005, 2006, 2007 und 2008 wurde sie in Doppelfolgen an Samstag- und Sonntagabenden wiederholt. Die Doppelfolgen sind allerdings gekürzt; es fehlen der Prolog und der Epilog bei jeder Folge.

## Handlung
Josefine, ein junges Mädchen, hat am 24. Dezember Geburtstag. Deshalb geht ihr Geburtstag im Konkurrenzkampf mit Weihnachten unter und sie mag Weihnachten nicht besonders. Zu allem Überfluss muss sie mit ihrer Schulklasse auch noch bei einem Krippenspiel mitmachen und die Maria spielen. 
Dann findet sie zufällig ein Geschäft mit dem Namen „Weihnachtsfreie Zone“. Der Inhaber Thorsen scheint ein netter älterer Mann zu sein. Josefine fühlt sich ihm sofort verbunden, da er Weihnachten auch nicht mag. Sie besucht Thorsen oft und entdeckt eines Tages eine geheimnisvolle Krippe. Als sie sie berührt, findet sie sich plötzlich in Nazareth wieder, zur Zeit, als Jesus in ihrem Alter war. Sie freundet sich mit ihm an und reist nun täglich zu ihm, auch Jesus begleitet sie einmal in ihre Zeit.
Als Josefines bester Freund von diesen Zeitreisen erfährt, ist er nicht begeistert, denn es ist gefährlich, die Vergangenheit zu verändern. Josefine steht beispielsweise plötzlich in der Bibel als „Das Mädchen aus dem Norden“. Josefine und Oskar verheimlichen Jesus, dass er am Kreuz sterben wird und erzählen ihm, dass er ein alter Mann werden wird. Doch als Lukas, Josefines kleiner Bruder, ihn beiläufig fragt: „Hast du eigentlich Angst, am Kreuz zu sterben?“, bricht für Jesus eine Welt zusammen. Er will nicht mehr Gottes Sohn sein und geht seinem Traum nach, ein Gladiator zu werden. 
Als Josefine und Oskar in die Gegenwart zurückkehren, sind sie entsetzt. Da Jesus sich nicht für die Menschen opferte, sieht die Welt ganz anders aus. Die Menschen heißen Untergötter und haben Nummern statt Namen. Sie müssen in dunklen Kohlenkellern arbeiten und niemand redet mehr von Gott. Der Herrscher dieser Welt ist „Der, der über uns wohnt“. Es stellt sich heraus, dass es Thorsen ist. Diese Veränderung war von Anfang an sein Plan gewesen, denn Thorsen ist in Wirklichkeit der Teufel. 
Als es Josefine und Oskar gelingt, in die Vergangenheit zurückzukehren und Jesus wieder auf den rechten Weg zu bringen, ist die Zukunft gerettet. Thorsen wird von Josefine mit Hilfe einer Engelsfeder besiegt. Doch Thorsen gibt noch nicht auf. Er greift Josefine und Oskar in der Kirche an, doch mit einem Vaterunser gelingt es ihnen, ihn endgültig in die Hölle zu verbannen.

## Charaktere
- Josefine (Pernille Kaae Høier): Ein blondes junges Mädchen, das sich mit Jesus anfreundet.
- Oskar (Rasmus Ott): Josefines bester Freund, der in sie verliebt ist. Er ist eifersüchtig auf Jesus. Am Ende kriegt ihre Liebe eine Chance.
- Josefines Mutter (Andrea Vagn Jensen): Sie ist Pastorin und begeistert, dass Josefine sich plötzlich für die Bibel interessiert. Bereitwillig beantwortet sie ihr alle Fragen.
- Josefines Vater (Nikolaj Steen): Wegen Rückenproblemen krankgeschriebener Lehrer. Er schreibt ein Buch „Die Backbibel“, mit einfach erklärten Rezepten, da er selbst gewöhnliche Rezepte zu kompliziert findet.
- Lukas (Jonathan Juel Werner): Josefines kleiner Bruder, der Weihnachten liebt.
- Jesus (Sebastian Aagaard-Williams): Ein Junge mit übernatürlichen Kräften, der aus der Bibel bekannte Wunder und auch andere vollführt.
- Maria (Camilla Bendix): Jesu Mutter ist streng und ist sich bewusst, dass Jesus Gottes Sohn ist.
- Josef (Martin Brygmann): Jesu Ziehvater ist lustig und missbraucht Jesu Kräfte manchmal, damit er Wein trinken kann.
- Thorsen (Kjeld Nørgaard): Geschäftsinhaber der „weihnachtsfreien Zone“. Er ist der Teufel.
- Jytte (Bodil Jørgensen): Josefines und Oskars Lehrerin. Sie ist stark mit Gott verbunden, denn sie hat Engelserscheinungen und ist die einzige, die in Thorsens Welt noch von Gott weiß.

## Produktion
Die Serie wurde auf DigitalBetacam im anamorphen 16:9 (1,78:1) Format produziert. Der Ton in Hi-Fi Stereo.
2005 wurde noch als Fortsetzung der Spielfilm Oskar & Josefine produziert, der aber auch losgelöst von der Serie gesehen werden kann.

## Kritik
„[...] Jesus & Josefine ist ein Adventskalender der anderen Art. In 24 Episoden werden Geschichten von Jesus als spannendes Fantasy-Abenteuer erzählt. Für die zuschauenden Kinder ist der 12-jährige Jesus eine moderne Identifikationsfigur, denn er hat die gleichen Sorgen und Freuden, wie sie. Kinder finden auf diese Weise leicht Zugang zu der Figur und werden neugierig gemacht auf Jesus, geschichtliche Fakten aus seiner Zeit und die Bibel. [...]“

(Quelle: TVTV.de; Zugriff: 3. Dez. 2006) 